# Triumfetta discolor
Triumfetta discolor är en malvaväxtart som beskrevs av Joseph Nelson Rose. Triumfetta discolor ingår i släktet triumfettor, och familjen malvaväxter. Inga underarter finns listade i Catalogue of Life.